# Marathon de Zurich
Le marathon de Zurich (en allemand : Zürich Marathon) est une épreuve de course à pied sur route de 42,195 km se déroulant à Zurich, en Suisse. En parallèle du marathon, se courent en même temps, la Cityrun, une course de 10 kilomètres et la Teamrun, une course en relais à quatre coureurs sur la distance du marathon.

## Histoire
Entre 1984 et 1989 se court un premier marathon à Zurich.
En 2002, l'ancien coureur Bruno Lafranchi décide de recréer un marathon dans la ville de Zurich. La 1re édition a lieu le 13 avril 2003 et se court chaque année depuis. À partir de 2018 et la revente de la course, Lafranchi est remplacé en tant qu'organisateur par Armin Meier.
A l'occasion de la 10e édition du marathon en 2012, les organisateurs dévoilent la nouvelle course de 10 kilomètres, la Cityrun, qui se court en marge du marathon.
En 2013, les vainqueurs Tadesse Abraham et Lisa Stublić établissent chacun un nouveau record qui tient encore, en courant respectivement 2 h 7 min 44 s 4 et 2 h 25 min 44 s 0.
Le parcours du marathon ainsi que des 10 kilomètres sont homologués par l'IAAF.
Initialement agendée au 26 avril, l'édition 2020 est dans un premier temps reportée à une date ultérieure en raison de la pandémie de Covid-19, puis finalement annulée, tout comme l'édition 2021.

## Parcours
Le départ est donné sur le Mythenquai, et longe le bord du lac de Zurich jusqu'au parc Chinagarten. Il revient ensuite pour une première boucle dans la ville, jusqu'à la gare de Zurich et repasse par le Mythenquai. Il longe à nouveau le lac mais poursuit jusqu'à Meilen, puis revient sur Zurich en effectuant une seconde fois la boucle jusqu'à la gare et termine sur le Mythenquai à l'envers du départ.

## Vainqueurs

### Ancien marathon
| Année | Hommes               | Pays      | Temps           |                     | Femmes | Pays            | Temps |
| 1984  | Bruno Fillipponi     | Suisse    | 2 h 18 min 52 s | Genoveva Eichenmann | Suisse | 2 h 48 min 39 s |       |
| 1985  | Werner Meier         | Suisse    | 2 h 16 min 33 s | Genoveva Eichenmann | Suisse | 2 h 44 min 12 s |       |
| 1986  | Pierre-Alain Farquet | Suisse    | 2 h 20 min 34 s | Luiza Sahli         | Suisse | 2 h 36 min 13 s |       |
| 1987  | Clemens Hoube        | Allemagne | 2 h 18 min 14 s | Helen Comsa         | Suisse | 2 h 41 min 51 s |       |
| 1988  | Manuel de Oliveira   | Portugal  | 2 h 15 min 35 s | Luzia Sahli         | Suisse | 2 h 34 min 36 s |       |
| 1989  | Helmut Stuhlpfarrer  | Autriche  | 2 h 15 min 5 s  | Eroica Staudenmann  | Suisse | 2 h 40 min 49 s |       |

 Record de l'épreuve

### Marathon actuel
| Année | Hommes                                              | Pays                                                | Temps                                               |                                                     | Femmes                                              | Pays                                                | Temps                                               |
| 2003  | Tesfaye Eticha                                      | Éthiopie                                            | 2 h 10 min 58 s 1                                   | Karina Szymańska                                    | Pologne                                             | 2 h 33 min 27 s 4                                   |                                                     |
| 2004  | Viktor Röthlin                                      | Suisse                                              | 2 h 9 min 55 s 8                                    | Annemette Jensen                                    | Danemark                                            | 2 h 30 min 6 s 8                                    |                                                     |
| 2005  | Stanley Leleito                                     | Kenya                                               | 2 h 10 min 16 s 8                                   | Claudia Oberlin                                     | Suisse                                              | 2 h 34 min 38 s 1                                   |                                                     |
| 2006  | Tesfaye Eticha                                      | Éthiopie                                            | 2 h 12 min 39 s 7                                   | Yelena Tikhonova                                    | Russie                                              | 2 h 39 min 52 s 4                                   |                                                     |
| 2007  | Viktor Röthlin                                      | Suisse                                              | 2 h 8 min 19 s 2                                    | Nina Podnebesnova                                   | Russie                                              | 2 h 36 min 59 s 7                                   |                                                     |
| 2008  | Oleg Kulkov                                         | Russie                                              | 2 h 11 min 15 s 2                                   | Tadelech Birra Telila                               | Éthiopie                                            | 2 h 32 min 8 s 8                                    |                                                     |
| 2009  | Tadesse Abraham                                     | Érythrée                                            | 2 h 10 min 9 s 0                                    | Olga Rosseyeva                                      | Russie                                              | 2 h 32 min 17 s 5                                   |                                                     |
| 2010  | David Kiprono Langat                                | Kenya                                               | 2 h 11 min 8 s 3                                    | Olga Rosseyeva                                      | Russie                                              | 2 h 35 min 43 s 6                                   |                                                     |
| 2011  | John Kyalo Kyui                                     | Kenya                                               | 2 h 9 min 56 s 6                                    | Svitlana Stanko                                     | Ukraine                                             | 2 h 33 min 24 s 5                                   |                                                     |
| 2012  | Franklin Chepkwony                                  | Kenya                                               | 2 h 10 min 57 s 3                                   | Workenesh Tola                                      | Éthiopie                                            | 2 h 31 min 23 s 2                                   |                                                     |
| 2013  | Tadesse Abraham                                     | Érythrée                                            | 2 h 7 min 44 s 4                                    | Lisa Stublić                                        | Croatie                                             | 2 h 25 min 44 s 0                                   |                                                     |
| 2014  | Lemi Berhanu Hayle                                  | Éthiopie                                            | 2 h 10 min 39 s 8                                   | Mona Stockhecke                                     | Allemagne                                           | 2 h 34 min 3 s 8                                    |                                                     |
| 2015  | Edwin Kemboi Kiyeng                                 | Kenya                                               | 2 h 11 min 34 s 5                                   | Yoshiko Sakamoto                                    | Japon                                               | 2 h 37 min 46 s 1                                   |                                                     |
| 2016  | Yuki Kawauchi                                       | Japon                                               | 2 h 12 min 3 s 8                                    | Daniela Aeschbacher                                 | Suisse                                              | 2 h 47 min 39 s 9                                   |                                                     |
| 2017  | Vincent Kipkorir Tonui                              | Kenya                                               | 2 h 12 min 57 s 5                                   | Vera Nunes                                          | Portugal                                            | 2 h 34 min 17 s 5                                   |                                                     |
| 2018  | Charles Munyeki                                     | Kenya                                               | 2 h 14 min 7 s 4                                    | Maude Mathys                                        | Suisse                                              | 2 h 31 min 16 s 4                                   |                                                     |
| 2019  | Edwin Kosgei                                        | Kenya                                               | 2 h 14 min 49 s                                     | Margo Malone                                        | États-Unis                                          | 2 h 42 min 22 s                                     |                                                     |
| 2020  | Course annulée en raison de la pandémie de Covid-19 | Course annulée en raison de la pandémie de Covid-19 | Course annulée en raison de la pandémie de Covid-19 | Course annulée en raison de la pandémie de Covid-19 | Course annulée en raison de la pandémie de Covid-19 | Course annulée en raison de la pandémie de Covid-19 | Course annulée en raison de la pandémie de Covid-19 |
| 2021  | Course annulée en raison de la pandémie de Covid-19 | Course annulée en raison de la pandémie de Covid-19 | Course annulée en raison de la pandémie de Covid-19 | Course annulée en raison de la pandémie de Covid-19 | Course annulée en raison de la pandémie de Covid-19 | Course annulée en raison de la pandémie de Covid-19 | Course annulée en raison de la pandémie de Covid-19 |
| 2022  | Tadesse Abraham                                     | Suisse                                              | 2 h 6 min 38 s                                      | Hawas Lenjiso Demitu                                | Éthiopie                                            | 2 h 33 min 8 s                                      |                                                     |
| 2023  | Mark Kiptoo                                         | Kenya                                               | 2 h 9 min 12 s                                      | Helen Bekele                                        | Éthiopie                                            | 2 h 24 min 14 s                                     |                                                     |
| 2024  | Mark Kiptoo                                         | Kenya                                               | 2 h 12 min 31 s                                     | Dina Alexandrova                                    | Russie                                              | 2 h 29 min 0 s                                      |                                                     |
| 2025  | Mark Kiptoo                                         | Kenya                                               | 2 h 9 min 16 s                                      | Monica Jeptoo                                       | Kenya                                               | 2 h 35 min 35 s                                     |                                                     |

 Record de l'épreuve

## Arrivants
| Année | Marathon | dont femmes |
| ----- | -------- | ----------- |
| 2003  | 4 667    | 861         |
| 2004  | 5 761    | 1 104       |
| 2005  | 5 520    | 968         |
| 2006  | 5 054    | 925         |
| 2007  | 4 642    | 775         |
| 2008  | 4 599    | 817         |
| 2009  | 5 009    | 909         |
| 2010  | 3 168    | 497         |
| 2011  | 3 310    | 622         |
| 2012  | 3 046    | 552         |
| 2013  | 2 556    | 478         |
| 2014  | 2 750    | 543         |
| 2015  | 2 694    | 528         |
| 2016  | 2 617    | 488         |
| 2017  | 2 238    | 394         |
| 2018  | 2 257    | 427         |
| 2019  | 2 310    | 499         |
| 2022  | 3 372    | 1 171       |
| 2023  | 2 799    | 598         |